# عمارة متحولة
المصطلح العمارة المتحولة (transArchitecture) يشير إلى مدى تحول أو تحويل الهندسة المعمارية نحو كسر التعارض بين المادية والافتراضية، واقتراح سلسلة متصلة من العمارة المادية إلى العمارة المعززة تكنولوجيًا إلى عمارة الفضاء الإلكتروني. وتعتبر العمارة المتحولة وسيلة لتوسيع وتعزيز أهداف وأهمية الهندسة المعمارية في العصر الرقمي. الذي يسمح بالنظر في سبل بديلة عن الحدود الضيقة لمجال البناء.
ديفيد نيلسون روز ومبادرة الفنون المستقبلية وسعت من تعريف العمارة المتحولة ليشمل استخدام البرمجيات متعددة الحواس بهدف زيادة وظائف الدماغ كواحدة من استراتيجيات المصمم لخلق حوار متماسك بين المشاهد والنموذج المحقون.